# Pavel Vošický
Pavel Vošický (11. května 1939 Praha – 18. července 2022) byl akademický malíř a grafik. V roce 1969 emigroval do Spojených států. Po převratu se vrátil do Prahy.

## Život
V roce 1958 ukončil střední uměleckoprůmyslovou školu v Turnově, obor umělecké kovářství a zámečnictví. O rok později, v roce 1959, byl zatčen vojenskou kontrarozvědkou a odsouzen na 18 měsíců vězení nepodmíněně. Propuštěn byl po sedmi měsících v roce 1960 na základě amnestie prezidenta republiky. V roce 1969 úspěšně ukončil Vysokou školu uměleckoprůmyslovou v Praze, obor kresleného a loutkového filmu.
V roce 1976 získal občanství Spojených států amerických. Později byl uměleckým ředitelem prezidentské kampaně Jimmy Cartera. Od roku 1995 žil opět v Praze.

## Dílo
- Tak kde jsou ti Američani?. [s.l.]: Muzeum paměti XX. století, 2021. 248 s. ISBN 978-80-907989-3-9.[1]

## Výstavy
- 2012 – MeetFactory Praha Patapolitický komiks
- 2014 – Galerie 1, Štěpánská 47, Procházka po století
- 2015 – Galerie Novoměstská radnice Praha, Přišli včas
- 2016 – Libri prohibiti Patton je gentleman
- 2021 – Dům pážat Praha, Muzeum paměti XX. století
- 2022 – Kampus Hybernská a Muzeum paměti XX. století Tak kde jsou ti Američani?

## Ocenění
- V roce 2020 obdržel Cenu Fragmenty paměti